# OKサイン

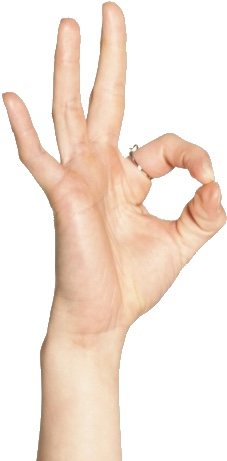
OKサイン

OKサインの絵文字

OKサイン（オーケーサイン、絵文字: 👌）は、片手の親指と人差し指で輪を作り、その他の指は伸ばすか、力を抜いて手の平から離すジェスチャーである。多くの英語圏の国ではOKであることを示し、承認・同意・好調などを意味する。地域や状況によっては、否定的・攻撃的・政治的な意味を表す場合もある。同様のジェスチャーは、その他にも様々な用途で用いられている。

## 「OK」の意味

### 成り立ち

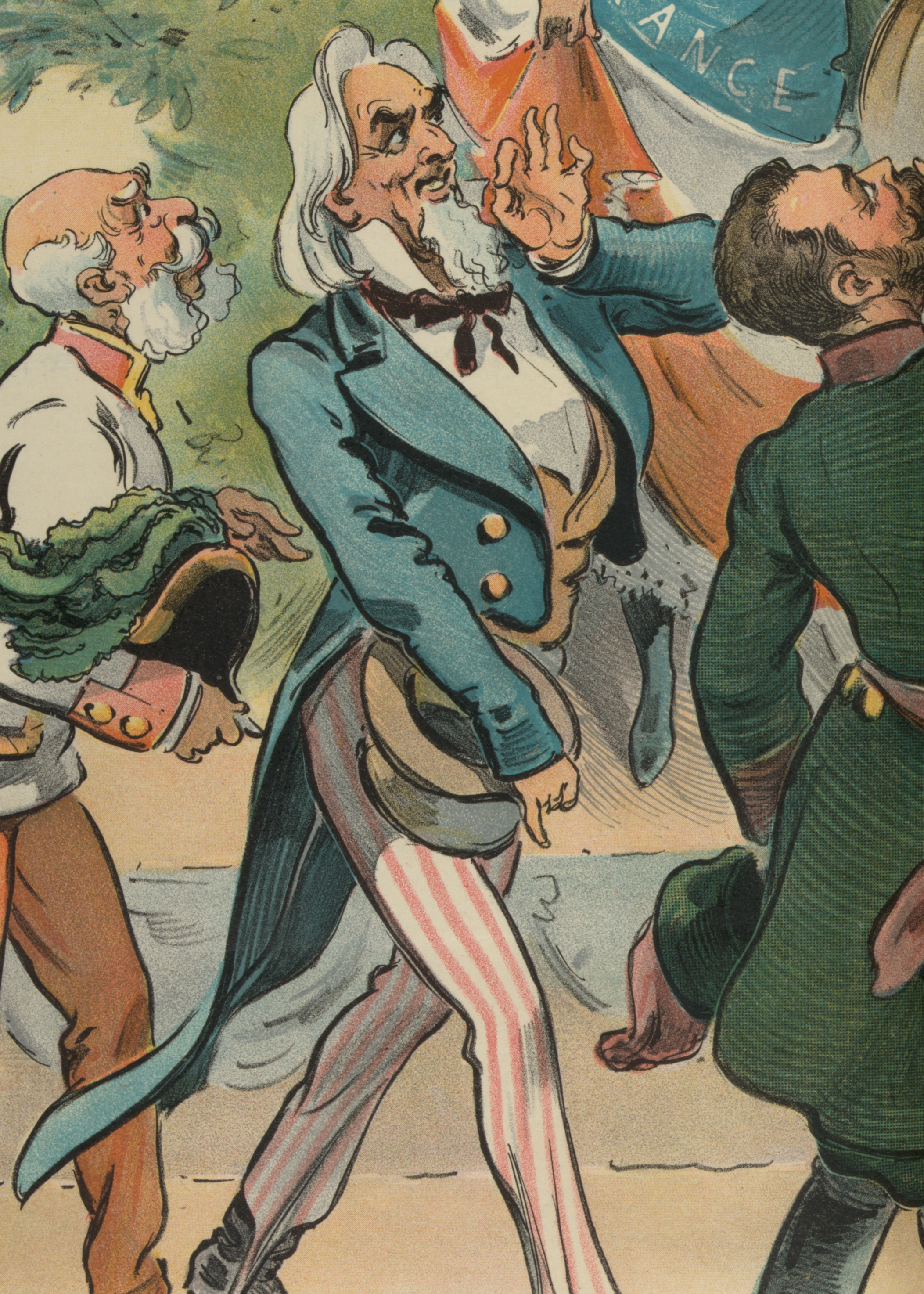
1900年のパリ万国博覧会でOKサインを見せるアンクル・サムの風刺画

語源学者のアレン・ウォーカー・リードによると、「OK」という表現が初めて登場したのは、1839年に『ボストン・モーニング・ポスト』に掲載されたユーモア記事であるという。当時、「all right」を「o.w.」（oll write）と表記するなど、略語のスペルを意図的に間違える言葉遊びが流行しており、そこから「all correct」（全て正しい）を表す略語として「o.k.」（oll korrect）が生まれた。この表現は、同年にニューヨークやフィラデルフィアの新聞にも掲載されたことで次第に浸透していった。これと同時期に、親指と人差し指で「O」、残りの3本の指で「K」を表すジェスチャーがOKを意味するものとして使用されるようになった。
翌年、現職の大統領である民主党のマーティン・ヴァン・ビューレンの大統領選挙における選挙運動を支援するために、ヴァン・ビューレンの支持者はO.K.クラブを結成して「O.K.」というスローガンを取り入れた。キンダーフック出身のヴァン・ビューレンは「Old Kinderhook」（オールド・キンダーフック）というあだ名で広く知られており、「O.K.」というスローガンは「Old Kinderhook is all correct.」（オールド・キンダーフックは全て正しい）という二重の意味を有していた。この表現は政治漫画を通して国中の新聞に掲載されたことでさらに広まった。ヴァン・ビューレンが選挙でウィリアム・ハリソンに敗北してからは、一時期「O.K.」は「Owful Kalamity」（ひどい災難）または「Owful Katastrophe」（ひどい大失敗）を意味すると揶揄された。これ以降、このジェスチャーはアメリカでは「全く問題ない」または「良い」ことを意味するものとして、日常会話において使用されるようになった。21世紀では、多くの英語圏の国では「OK」を表すジェスチャーとして広く知られている。

### スクーバダイビング

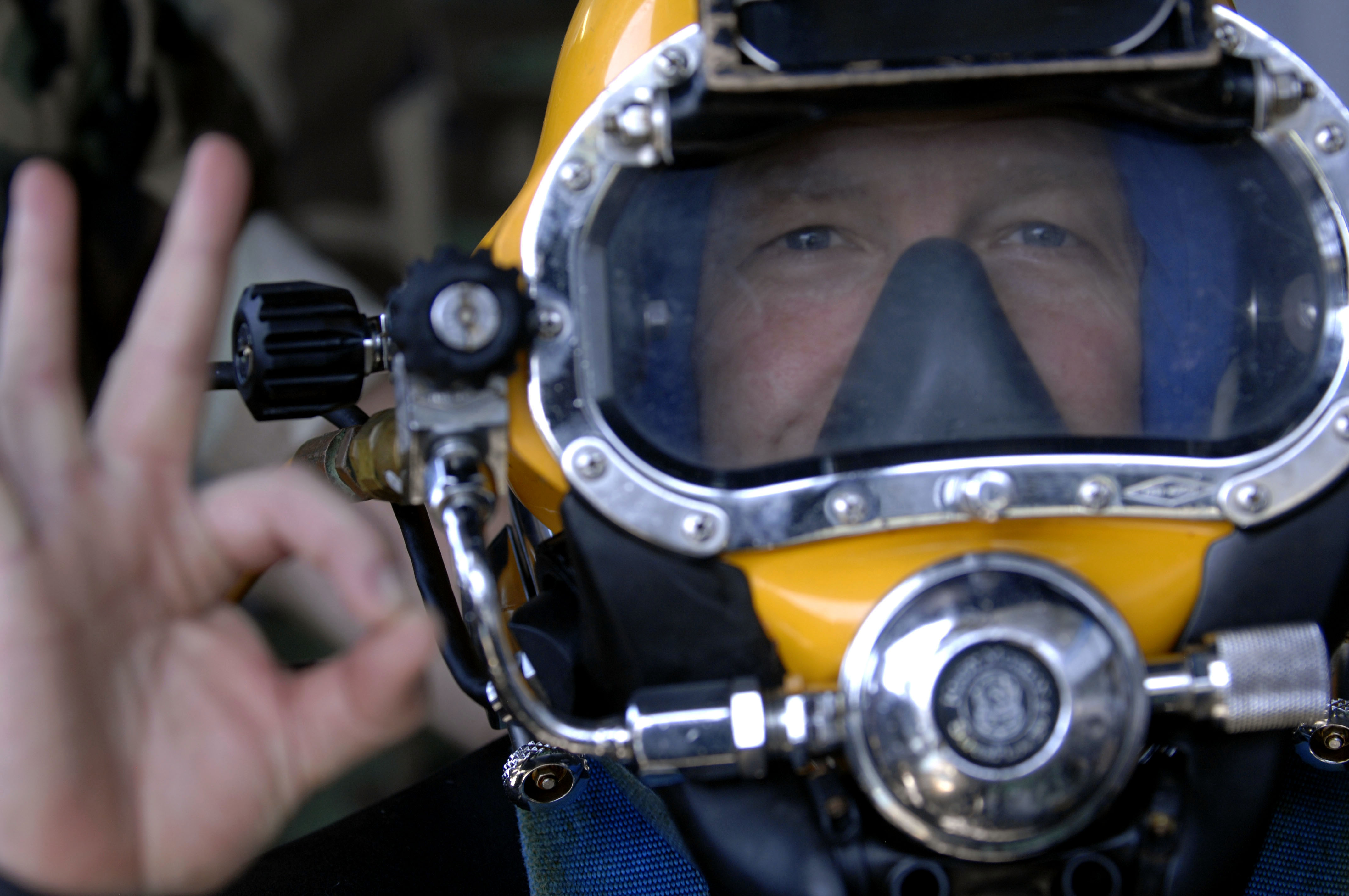
「OK」であるという意味のダイバーのサイン。質問にも、質問の返答にも使用されることがある。

スクーバダイビングにおけるコミュニケーションでは、レクリエーショナル・スクーバ・トレーニング・カウンシルがOKサインを「OK」という意味で使用するように規定している。サムズアップは水中から浮上する必要があることを意味するため、OKであることを示す場合、ダイバーはサムズアップではなく、必ずOKサインを使用するように指導される。また、OKサインには確認の意味もあり、ダイバーが他のダイバーに対して「大丈夫ですか？」と尋ねる時や、それに対して「はい、大丈夫です」と返答する時に使用される。
普通のOKサインが見えにくい距離の場合、ダイバーは代わりに、片手を頭の上に置いて肘を横に曲げるか、両手を頭の上で触れさせて腕を「O」の形にして大きな「OK」のサインを使用する。この全身を使ったジェスチャーは日本でも「OK」の意味で使用されている。両腕を使ったOKサインの絵文字「🙆」は、2010年に「Face With OK Gesture」（U+1F646）の名前でUnicodeに追加された。

## 否定的な意味

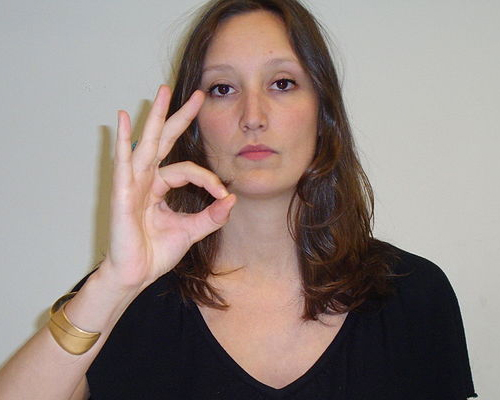
フランスなど、OKサインに肯定的な意味と否定的な意味の両方がある国の場合、顔の表情によって文脈に沿った意味を伝えることができる。

OKサインは世界中で広く使用されており、国際的に同意の意味をもつようになったが、世界の多くの地域では否定的、下品、あるいは攻撃的な意味も有している。フランスでは、ジェスチャーの「O」の形は「ゼロ」または「無価値」を意味する。ドイツ、チュニジア、ギリシャ、トルコ、ロシア、中東、ラテンアメリカの一部では、このジェスチャーは肛門や性器を表したり、同性愛者を侮辱するものとして解釈されたりすることがある。ブラジルでは、他人に対して中指を立てるジェスチャーと同じ意味となる場合がある。
クウェートなどのアラブ諸国では、このサインを振ると邪視を表し、呪いや脅迫として使用される。また、口頭での非難と共に行われる場合もある。
世界の一部地域ではOKサインが肯定的な意味と否定的な意味の両方をもつため、どちらの意味を意図しているのか混乱を招く可能性がある。OKサインの意味は地域のほか、文化的集団や世代によっても異なってくる場合がある。フランスでは、アメリカ文化を通じてジェスチャーの肯定的な「OK」の意味は国の北部で広く知られるようになった一方、南部では否定的な「無価値」の意味が残った。混乱を避けるために、フランス人はコミュニケーションをとる際に、姿勢や表情などを加えて文脈上の手がかりを示し、意味を明確にするという習慣がある。1950年代のブラジルでは、アメリカ副大統領のリチャード・ニクソンが飛行機から降りた際、民衆に対して両手でOKサインを見せたが、ブラジルの人々は侮辱的なものとして受け取った。

## 白人至上主義

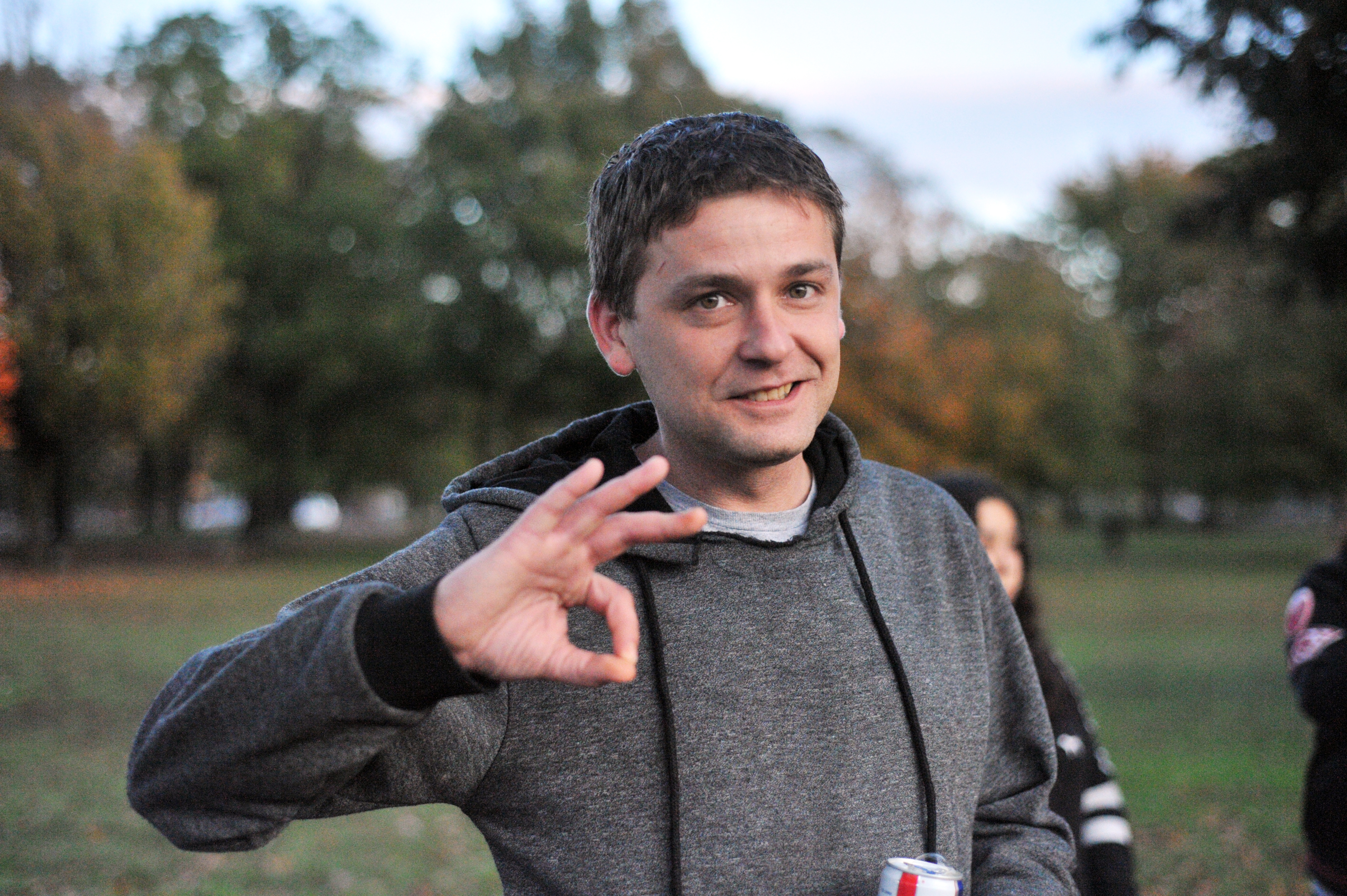
フィラデルフィアにおけるプラウド・ボーイズのリーダーであるザック・レール（2020年11月）

2017年、画像掲示板・4chanのユーザーは、OKサインは白人至上主義のシンボルであるというデマを流した。『ボストン・グローブ』によると、4chan内の掲示板「/pol/」（Politically Incorrect、政治的に正しくない）のユーザーは、2017年2月に「Operation O-KKK」と呼ばれる運動の一環として、「Twitterなどのソーシャルメディアに、OKサインが白人至上主義の象徴であるという主張を溢れさせなければならない」と主張したという。
OKサインと白人至上主義が関連するようになったのは、立てた3本の指が「W」に、親指と人差し指で作った輪が「P」の上の部分に似ており、これらを合わせると「White Power」（白人の力）になるという風刺的な主張が由来である。4chanの運動が始まってからは、オルタナ右翼の一部のメンバーがシンボルとしてこのジェスチャーを使用するようになった。
2019年、名誉毀損防止同盟（ADL）はOKサインを「Hate on Display」のデータベースに追加した。ADLは、OKサインの使用は無害な場合もあるが、一部の白人至上主義者がOKサインを「白人至上主義の偽りのない表現」として使用し始めているため、状況によっては憎悪の象徴を表すことになると記載している。ジェスチャーが白人至上主義者の間で広まったことで、多くの人がOKサインの意味が変わりつつあると感じており、OKサインを使用している人が、白人至上主義の思想を本当に支持するために使用しているとして批判されるケースも存在する。
- 2017年4月、右翼ブロガーで政治評論家のマイク・セルノヴィッチは、ホワイトハウスでの写真撮影の際にOKサインを見せた[27][29]。セルノヴィッチは後に、このジェスチャーはラッパーのジェイ・Zがイルミナティに関連していると主張する陰謀説から取り入れたと語った[30]。
- 2018年7月、アラバマ州ジャスパー（英語版）の警察官4人は、集合写真でOKサインを使用したとして4週間の停職処分を受けた[25]。
- 2018年9月、アメリカ沿岸警備隊は、ニュース番組の背景で目立つようにOKサインを見せたとして隊員への処分を実施した[31][32]。
- 2019年3月、アイダホ州副知事のジャニス・マクギーチン（英語版）は、自身のオフィスの外で手の平を内側にしたOKサインを右翼武装集団のスリー・パーセンターズ（英語版）のメンバーと共に行ったとして批判された[33][34]。
- 2019年3月、白人至上主義テロリストのブレントン・タラントは、クライストチャーチモスク銃乱射事件で51人を射殺した罪でニュージーランドの法廷で罪状認否が行われた際にOKサインを見せた[22][35]。
- 2019年5月、エストニア保守人民党の内務大臣であるマルト・ヘルメ（英語版）と、その息子で財務大臣のマルティン・ヘルメ（英語版）は、公の場でOKサインを見せたことで物議を醸した[36][37]。
- 2019年、シカゴ・カブスのファンの一人が、テレビ中継の際に黒人解説者のダグ・グランビル（英語版）の後ろでOKサインを見せたことにより、リグレー・フィールドの入場を禁止された[38]。
- 2019年5月、シカゴのオーク・パーク・アンド・リバー・フォレスト高校（英語版）は、18人の生徒が卒業写真の撮影の際にOKサインを使用したことで、5万3000ドルを費やして卒業アルバムを再発行した。学校側は、このシンボルが白人至上主義と結びついて、生徒の評判や将来の大学・就職の見通しが危うくなる可能性があるため、卒業アルバムからOKサインのある写真を除去して再発行すると述べた[39]。
- 2019年10月、ユニバーサル・オーランド・リゾートで『怪盗グルー』シリーズのキャラクターであるグルーを演じたキャストが、混血の少女との写真でOKサインを見せたことにより解雇された。写真には、キャストが少女の後ろに立ち、少女の肩の上にOKサインを出す場面が写っていた[40][41]。
- 2020年1月、バールムモスク襲撃事件（英語版）の犯人は、法廷審問でナチス式の敬礼とOKサインを見せ[42]、さらに裁判の冒頭でも同じサインを使用した[43]。
- 2021年のアメリカ合衆国議会議事堂襲撃事件では、群衆の中にいた人々がOKサインを掲げている様子が写された[44][45][46]。

## 手話

### 修道院手話
ヨーロッパでは、様々な宗教儀式や宗教用具を表すために生み出された修道院手話として、沈黙の誓いを立てたキリスト教の修道士が10世紀からこのジェスチャーを使用していた。例えば、自身の前に差し出すジェスチャーは神への奉献を表し、口に当てるジェスチャーは食事をとることを表した。また、手の平を広げると本、特に聖歌集を意味しており、ジェスチャーのOの形は、多くの聖歌の歌い出しの文字である「O」を表した。親指と人差し指で頭巾のフードや髪の毛の束、左手の皮膚などといった自身の服や体をつまむジェスチャーは、「修道士」「馬」「羊皮紙」など様々なものを表すことができた。

### 平原インディアン手話

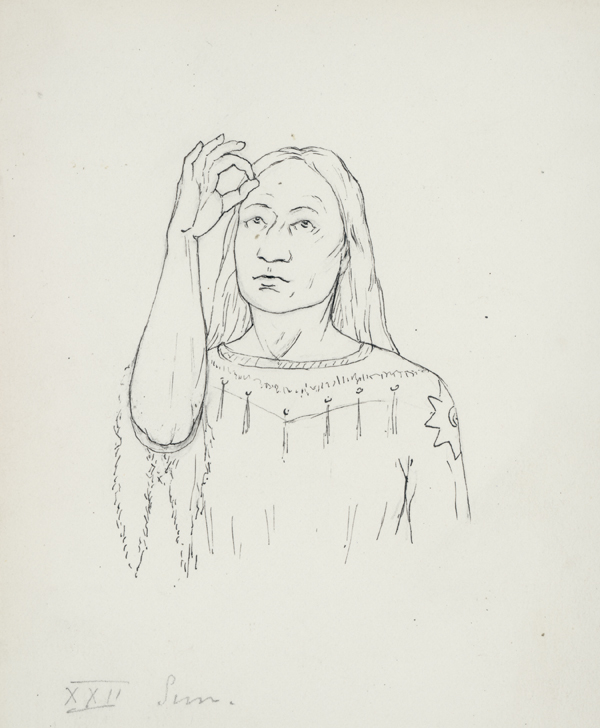
1880年に描かれた、平原インディアン手話で「太陽」のサインを示す人の絵

北アメリカの平原インディアン手話（PISL）では、このジェスチャーを顔の前に持ってきたり、太陽の軌道の弧を描くように動かしたりすると、太陽を表し、真上が見えるように空にかざして輪を覗き込むと、正午を表す。カナダの寄宿学校の新聞 Our Forest Children の1888年の記事に掲載されたPISL入門書では、左手の場合は日の出、右手の場合は日没を表すと示されている。糸を引っ張ったり、ゴム紐を伸ばしたりするような、より複雑な一連の手の動きは「あなたは長い時間の後に死ぬ」ことを意味する。

### アメリカ手話
アメリカ手話（ASL）では、親指と人差し指でつまむ動作は、何か小さいものを表すことが多い。例えば、ハエが周囲を飛び回る様子を真似る動作はイエバエを表す。アメリカ手話では、このジェスチャーは何らかの選択も表すことができる。何かを拾ってから置くように、一方からもう一方へ動かすと「指名」を意味する。また、親指と人差し指を繋げて反対の手で作った穴に入れると「投票」を意味する。「選出」の手話は、「投票」と「指名」の手話を連続で出すことで表される。

### 指文字

アメリカの指文字で表される「F」の文字

手話と似たシステムである指文字では、親指と人差し指を繋げた手の形は様々な文字を表す。アメリカの指文字では「F」の文字を表すが、アイルランドやフランスでは「G」の文字を表す。ウクライナ語などにおけるキリル文字を表す指文字では、文字の形を反映した母音の「О」を表す。同様に、朝鮮語の指文字ではハングルの「ㅇ」を表す。日本の指文字では、45種類のサインと4種類の補助動作で日本語の音素が表されており、輪を少し先細りにしたこのジェスチャーは音節の「め」を表す。

### 数字
アメリカ手話では、手の平を自身から離して静止した状態のこのジェスチャーは数字の9を表す。1桁の整数の場合、指の数で数字の1から5を表し、そして親指でそれぞれの指を順番に触ることによって6（小指）、7（薬指）、8（中指）、最後に9（人差し指）を表す。9を表す手話を左から右に振ると、19を意味するようになる。
平原インディアン手話では、太陽を表す際に使用される手話を少し低い位置に保つことで、数字の3を表すことができる。中国の一部地域での数字の数え方でも、親指と人差し指をOKサインのように繋げるか、似たような配置にして、中指、薬指、小指を立てることで数字の3を表す。この数字を表す用法は主に中国南部の省で使用されているが、北部では英語圏の国と同様に、3は人差し指、中指、薬指を立てて表されることもある。
古代のギリシアやローマでは、このジェスチャーで10、30、100、300のいずれかを意味することもある。正確な数字はどちらの手を使用するかや、親指と人差し指を繋げる位置によって決まる。

## その他の用途

### 古代

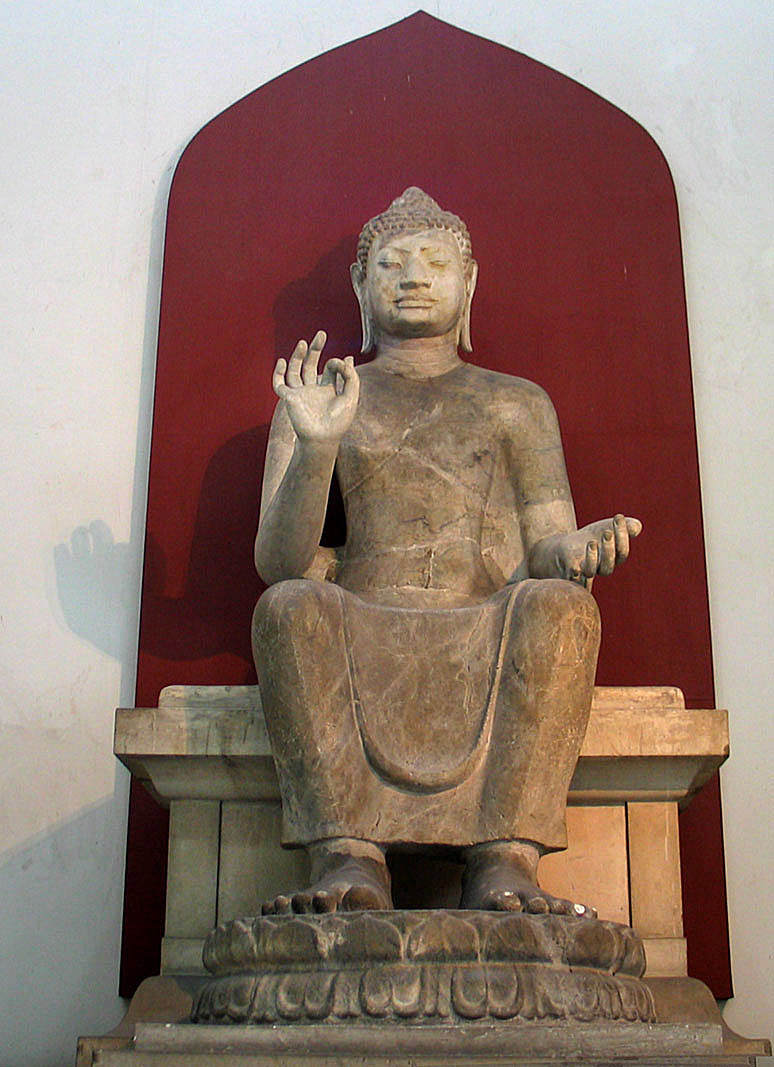
タイの釈迦の仏像

親指と人差し指で輪を作り、残りの指を伸ばすジェスチャーは少なくとも紀元前5世紀には存在しており、古代ギリシアの陶器では、親指と人差し指でキスをする唇を模した愛情表現が見られる。古代ギリシアで人が他人に対して行うジェスチャーは、その人に対する愛情を伝えるものであり、輪を作ることよりも指の先端を触れさせることによって感情が伝えられていた。承認や同意の表現としての使用例は1世紀のローマ帝国が起源であり、修辞学者のクインティリアヌスが使用していたという記録がある。古代ローマの弁論家は、弁論の際に非難、称賛、警告などを表すためにこのジェスチャーを使用していた。
動物行動学者のデズモンド・モリスによると、親指と人差し指を繋げることは、文字通り、または比喩的に何かを掴む際の正確さを表現しているという。また、モリスは2本の指を繋げることによって完全性の典型である円が表されるため、このジェスチャーは物事が「完全に正しい」または「完璧」であるという異文化間のメッセージであると推測している。
ナポリでは、このジェスチャーは手の平を上にした場合、隣国であるギリシャでの習慣と同様に、長い間愛や結婚の象徴として使用されており、手の平を下にした場合は正義の天秤を持つ手を表すようになる。イタリア各地では、このジェスチャーは会話において言いたいことを強調するために使用され続けてきたが、指を空へ突き出して直立したまま静止すると、完全性の象徴となる。
英語圏におけるこのジェスチャーの使用に関して、イギリスの医師で哲学者のジョン・ブルワーは、1644年の著書 Chirologia において「手を使った自然言語は、話す時の身振りと、それに関して話す時のジェスチャーで構成される」と語っている。ブルワーは様々な手のジェスチャーについて詳しく述べたが、その中の一つに「人差し指の先端を隣にある親指の爪と繋げ、その他の指は力を入れない」というものがあり、「説明したり、目立たせたり、承認したりするには好都合」であると述べた。

### 金銭

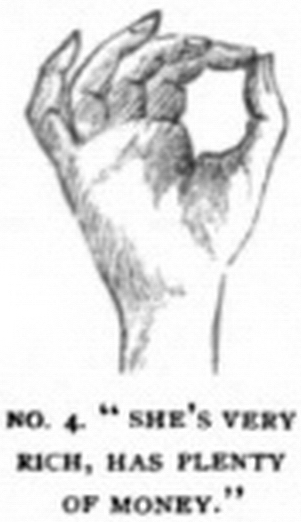
1880年代のメキシコで使用された、金銭を意味するジェスチャーのイラスト

日本では、手の平を上に向けたこのジェスチャーは金銭を表し、この場合、指の円形は硬貨を模している。このジェスチャーは、金銭について口頭で話したり、尋ねたりする際の気まずさを避けるために使用されることがある。その他の状況として、賄賂などの違法な金融取引を暗示したり、商談を開始する合図として使用されたりすることもある。
その他の国々でも、このジェスチャーが金銭、金融取引、富、品物の対価を表すことがある。19世紀後半のメキシコでは、このジェスチャーが人の富や地位を表すために使用されていたという記録が残っている。

### 印相

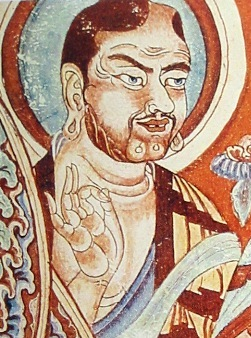
9世紀のタリム盆地におけるヴィタルカ・ムドラー

ヨガでは、手の平を上に向けたこのジェスチャーは「チン・ムドラー」（意識の印相）と呼ばれ、手の平を下にした場合は「ジュニャーナ・ムドラー」（知恵の印相）と呼ばれる。チン・ムドラーとジュニャーナ・ムドラーを同じ意味として扱うヨガの流派もあるが、「前者は繊細な根強さの感覚を生み出し、後者は陽気な感覚を生み出す」と主張する流派や、あるいはチンが「能動的に与える姿勢」であるのに対し、ジュニャーナは「受動的に受け取る姿勢」であると主張する流派もある。これらの印相では、中指、薬指、小指がそれぞれラジャス、タマス、サットヴァの3つのグナを表しており、これらが調和すると、アートマンとブラフマン、つまり個人の魂と宇宙の魂が一体化する。親指と人差し指を押し付けることは、意識の一体化、つまりヨガを表す。仏教では、このジェスチャーは「ヴィタルカ・ムドラー」（議論の印相）と呼ばれ、言葉の意味を強調する際に使用される。多くの阿弥陀如来像は、来迎印や説法印などの印相を結んでいるが、これらは親指と人差し指で輪を作ることがある。

### 『プリズナーNo.6』
このジェスチャーは1967年のイギリスのテレビドラマ『プリズナーNo.6』で多く見られる。このドラマでは、名もなき登場人物数人が「村」に監禁されている。捕らわれた村人たちは、自由であるふりをしていても皆囚人であることを思い出させるため、互いに別れる時は必ず「また会おう」という言葉とともに、自身の目の前でこのジェスチャーを見せた。作中では、ジェスチャーは「また会おう」という言葉を伴わずに挨拶としても使用されている。ドラマの主演であるパトリック・マクグーハンは、このジェスチャーは初期のキリスト教徒が使っていた魚の形をしたシンボルであるイクトゥスに由来していると述べた。

### 映画のタイトル
2010年、南インドの映画監督であるウペンドラ・ラオは、ファンの間では『スーパー』と呼ばれる映画（実際のタイトルは『👌』）で映画界に復帰した。ラオはこの映画で、母国をユートピア社会に変えるために帰国した在外インド人の主人公を演じた。ラオは映画のタイトルを手の記号のみで表現することで、観客に「ゼロ」や「スリー」と呼んだり、ヴィタルカ・ムドラーやオームの記号と関連付けて呼んだりしてもらうことを意図していた。映画の冒頭のクレジットシーンでは、ヴィタルカ・ムドラーのタイトルが、観客に向かって指をさす手の形に変化し、監督の名前が「U」であると告げられる。

### シェフのキス

シェフのキス

シェフのキス（chef's kiss）は、輪の形にした親指と人差し指を唇につけてから離すジェスチャーであり、食べ物について「非の打ち所がない」ことを意味する。シェフのキスは顔の近くでジェスチャーを見せるだけで伝えられることもある。

### サークル・ゲーム

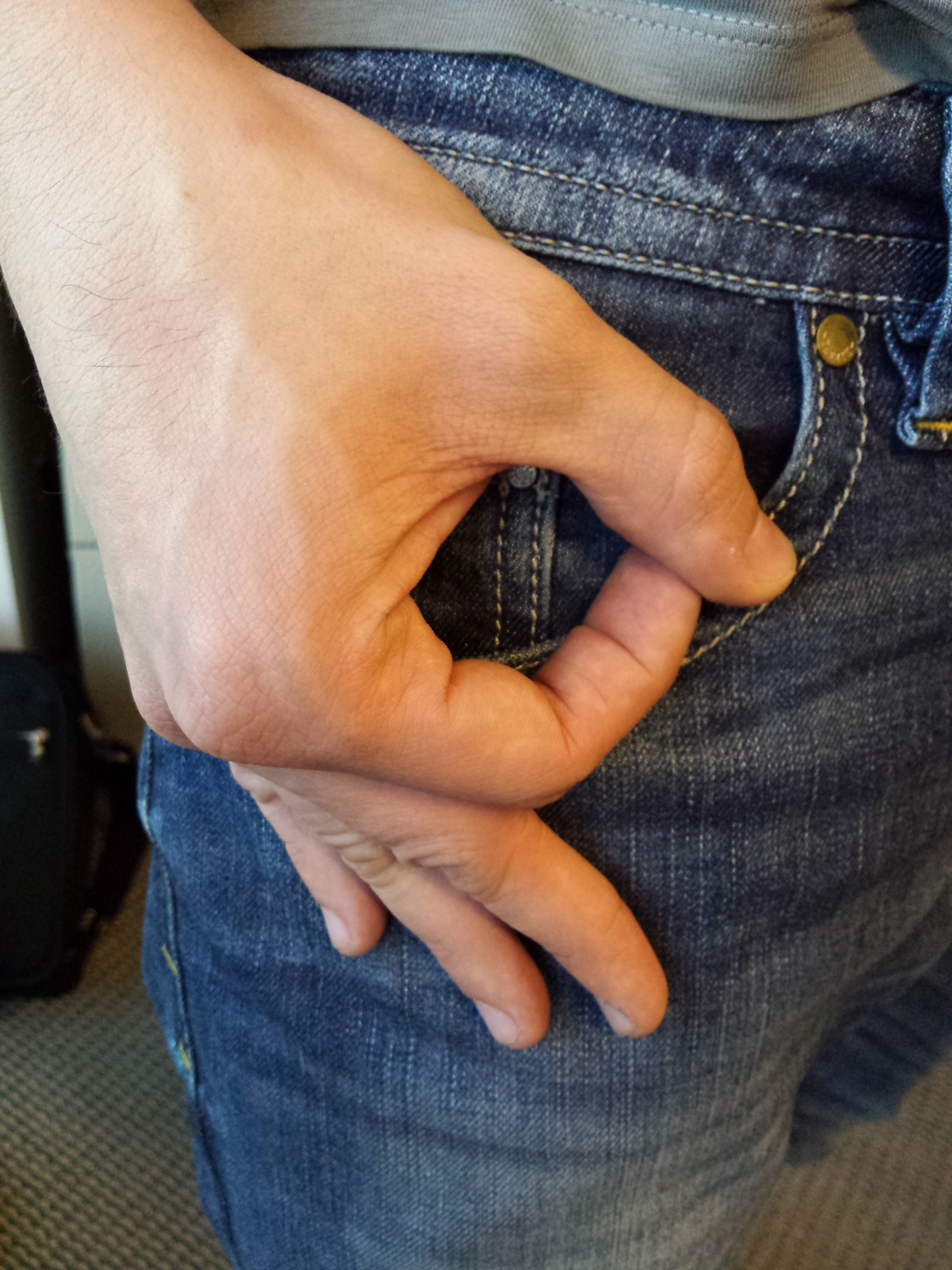
サークル・ゲームで用いられる、腰に位置する「サークル」

このジェスチャーは子供や学生が行うことが多い「サークル・ゲーム」といういたずらでも用いられる。サークル・ゲームでは、親指と人差し指で輪を作って手の平を内側にした状態で自分の腰の下に保持し、相手の視線を引き寄せようとする。相手がそのジェスチャーを見た場合、相手の腕を殴ることができる。派生として、輪を見ずに指を輪の中に入れることができたプレイヤーは、ジェスチャーを作った者を殴ることができるというものがある。

### 医学的検査
このジェスチャーは、医師が前骨間神経の機能性を検査し、手の正中神経麻痺の兆候を探すために使用される。検査を行う際に、患者は両手の親指と人差し指でそれぞれ輪を作る。片方の手で作った輪がもう片方の手で作ったものよりもつまんでいるように見えたり、丸みを帯びていなかったりした場合、神経が弱っていることを示す。
同様の医学的検査であるフローマン・サインは、尺骨神経の麻痺について検査するために使用される。この検査では、患者は親指と人差し指で一枚の紙をつまみ、検査員は患者の手から紙を引き抜こうとする。尺骨神経の麻痺がある場合、患者は紙をつまみ続けることが難しくなり、親指を曲げてさらに圧力をかけることで補うことがある。

### 統一マケドニア

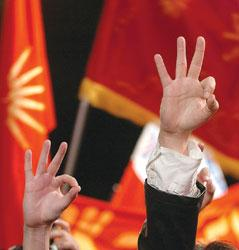
ヴェルギナの太陽の旗を背景にした統一マケドニアを表すジェスチャー

ヨーロッパのバルカン半島では、このジェスチャーは統一マケドニアを目指す領土回復運動と結びつけられている。マケドニア人の民族主義者にとって、2本の指で「О」の形を作ることは、マケドニアの言葉で「Обединета」（統一）を表し、他の3本の指はギリシャ北部のエーゲ・マケドニア、ブルガリア南西部のピリン・マケドニア、北マケドニアの国境におおよそ相当するヴァルダル・マケドニアの3つの地域を象徴している。このジェスチャーは、古代のマケドニア王国における王家のシンボルであるヴェルギナの太陽にも類似している。このジェスチャーとヴェルギナの太陽はいずれも1980年代にマケドニアで広く知られるようになり、1992年にマケドニア共和国がユーゴスラビアから独立を宣言してからは、マケドニアの国旗にヴェルギナの太陽が取り入れられた。しかしギリシャは、ヴェルギナの太陽を使用することはギリシャの支配権に対する脅威であると考えていたため、マケドニアに対する経済的圧力をかけ、その結果マケドニアは3年後に国旗を変更した。このジェスチャーは、バルカン半島、特にマケドニアの民族主義者が自国の州であると主張したいと考えているギリシャやブルガリアの一部地域に住む多くの人々の間では、その後も論争の的になっている。

### 企業のロゴ
このジェスチャーをロゴとして使用している企業や組織として、いずれもインドに本社を置くピラマル・グループ、バーラト・ペトローリアム、アドラブス・スタジオなどが存在する。また、オカモトが生産するコンドームのブランドロゴにも使用されている。

### チャリティー
男性同士で会話することを目的とした慈善団体のアンディズ・マン・クラブはOKサインを象徴として使用しており、これは「it's okay to talk」（話しても大丈夫）という意味ももっている。

## 符号位置
出典: 
| 記号 | Unicode | JIS X 0213 | 文字参照            | 名称                 |
| ---- | ------- | ---------- | ------------------- | -------------------- |
| 👌   | U+1F44C | -          | &#x1F44C; &#128076; | OK HAND SIGN         |
| 🙆   | U+1F646 | -          | &#x1F646; &#128582; | FACE WITH OK GESTURE |